# Vantaa
Vantaa (Vanda en suec) és una ciutat finlandesa, que limita pel sud-est amb Hèlsinki, la capital de Finlàndia. També limita per l'est amb Espoo, pel nord amb Nurmijärvi, Kerava i Tuusula i per l'est amb Sipoo. Hèlsinki, Vantaa, Espoo i Kauniainen constitueixen l'Àrea Metropolitana de Hèlsinki. Les principals àrees de Vantaa són Tikkurila, Myyrmäki, Martinlaakso, Hakunila, Koivukylä i Korso. La superfície és de 243 km², 1.90 km² d'ells coberts d'aigua.
Vantaa és la quarta ciutat més poblada de Finlàndia amb 190.058 habitants (31-I-2007). El principal aeroport de Finlàndia (Helsinki-Vantaa) i el centre d'investigació Heureka es troben en aquesta ciutat. Cal destacar també el museu de la ciutat, situat a l'antiga estació de tren, dissenyada per Carl Albert Edelfelt.
El nom de la ciutat neix el 1972 quan adquireix els drets de ciutat mercantil. Abans d'això va ser anomenada Helsinge des del 1351 quan el rei Magnus II de Suècia atorgà els drets de pesca al monestir Padise d'Estònia.

## Personatges il·lustres
- Laila Kinnunen